# Hartyányi Jaroszlava
Hartyányi Jaroszlava (ukránul Ярослава Хортяні, Vovkivci, Szovjetunió, 1958. június 6.) magyarországi ukrán pedagógus, közéleti személyiség. 1999 és 2014 között az Ukrán Országos Önkormányzat elnöke, 2014 és 2018 között az Országgyűlés első ukrán szószólója.

## Életpályája
1958-ban született a nyugat-ukrajnai Vovkivciben. 1976-ban érettségizett, illetve szerzett népművelői és koreográfusi képesítést. Kezdetben Ukrajnában dolgozott, majd 1979-ben áttelepült Magyarországra. 1981-ig a Nemzetközi Előkészítő Intézetben tanult magyar nyelvet és irodalmat. 1983-tól kezdett el dolgozni a magyar közoktatásban, előbb a budapesti Puskás Tivadar Szakközépiskolában, majd 1985-től a Leövey Klára Gimnáziumban. Eközben 1987-ben történelem, 1990-ben pedig orosz és ukrán szakos középiskolai tanári diplomát szerzett.
A rendszerváltást követően aktív részese lett a magyarországi ukrán közéletnek. 1991-ben a Magyarországi Ukrán Kulturális Egyesület egyik alapító tagja volt, majd 1993-ban az egyesület elnökévé választották. Az 1998-as önkormányzati választást követően a Ferencvárosi Ukrán Kisebbségi Önkormányzat, majd 1999-ben az Ukrán Országos Önkormányzat elnöke lett. Emellett 2005-ben az Ukránok Európai Kongresszusának vezetését is átvette, valamint 2008-tól az Ukrán Világkongresszus egyik elnökhelyettesévé választották. A 2014-es országgyűlési választáson az első ukrán nemzetiségi lista vezetője volt. Mivel a lista nem szerzett kedvezményes mandátumot, így Hartyányi az Országgyűlés első ukrán nemzetiségi szószólója lett. Emiatt lemondott az Ukrán Országos Önkormányzat elnöki tisztségéről. A 2018-as országgyűlési választáson az ukrán nemzetiségi lista harmadik helyét foglalta el, listavezetővé Szuperák Brigittát választották.
Publicisztikai tevékenységbe is kezdett: több folyóiratban közölt ukrán történelmi tárgyú tanulmányokat, valamint Az elrejtett igazság néven tanulmánykötetet is megjelentetett. Az ukrán Szent Olga Érdemrend mindhárom fokozatával kitüntették (2001, 2006, 2009).